# 5068 Cragg
Az 5068 Cragg (ideiglenes jelöléssel 1990 TC) a Naprendszer kisbolygóövében található aszteroida. Robert H. McNaught fedezte fel 1990. október 9-én.